# Bagshot Park
Bagshot Park – rezydencja królewska położona w hrabstwie Surrey, 11 mil na południe od Windsoru, w pobliżu wioski Bagshot. Obecnie stanowi siedzibę najmłodszego z synów Elżbiety II, księcia Edwarda, oraz jego rodziny.
Pierwszy budynek wzniesiono na terenie posiadłości w latach 1631–1633 na polecenie Karola I. Później przebudowywano go w latach 1766–1772 oraz w 1798. Przez wiele lat na  przełomie XVIII i XIX wieku posiadłość była siedzibą księcia Clarence, późniejszego króla Wilhelma IV. Następnie mieszkała tu księżniczka Maria, córka Jerzego III, początkowo z mężem, księciem Gloucester, a po jego śmierci sama. W latach 1877–1878 przeprowadzono rozbiórkę pierwotnego gmachu, a na jego miejsce zbudowany nowy obiekt, oddany do użytku w 1879. „Nowy” Bagshot Park był główną siedzibą księcia Artura, syna królowej Wiktorii, od 1880 aż do jego śmierci w 1942. Później budynek został przekazany armii, a konkretnie służbie kapelanów wojskowych, którzy mieli tu swoją bazę. Z tego okresu pochodzi anegdota, iż przy parkowym stawie umieszczono rzekomo tabliczkę Nie chodzić po wodzie. 
W latach 90. XX wieku rezydencja została przekazana księciu Edwardowi, który poddał ją gruntownej renowacji i uczynił z niej nie tylko swój dom, ale również siedzibę swojej firmy zajmującej się produkcją programów telewizyjnych. Musiał jednak zrezygnować z jej prowadzenia pod naporem oskarżeń, że wykorzystuje w biznesie swoje królewskie powiązania, dzięki czemu m.in. filmowcy realizujący produkowane przez niego filmy dokumentalne mają dostęp do normalnie zamkniętych archiwów królewskich. Od tego czasu Bagshot Park ma charakter czysto mieszkalny.